# 男性No. 1

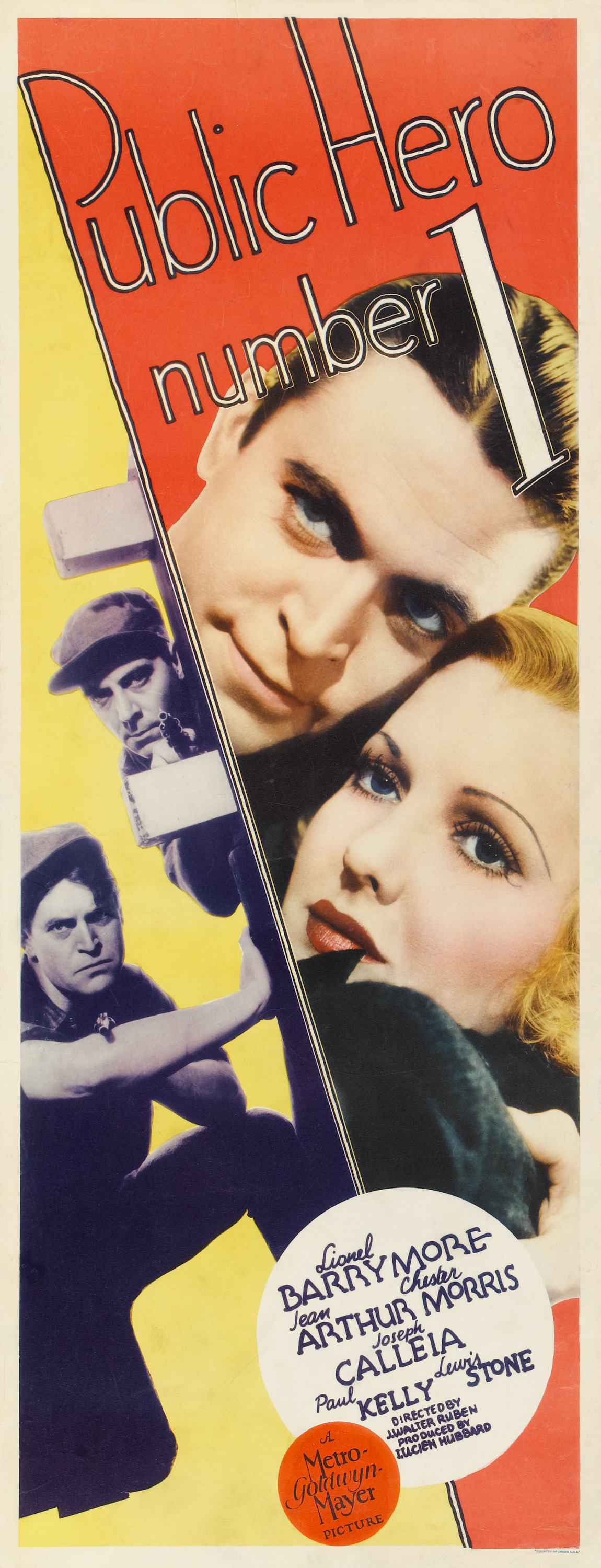

『男性No. 1』（だんせいナンバーワン、原題：Public Hero No. 1）は1935年に公開されたアメリカ合衆国の犯罪映画である。監督はJ・ウォルター・ルーベン。ライオネル・バリモア、ジーン・アーサー、チェスター・モリスそしてジョセフ・カレイアが出演した。メトロ・ゴールドウィン・メイヤーが製作・配給をした。

## あらすじ
巷では、「紫団」という正体不明のギャング団について話題になっていた。
業を煮やした司法省特別警察の捜査本部は、服役中のソニイが「紫団」の関係者であるとみて、捜査員ジェフ・クレインを投獄させる形でソニイに接触させた。
ジェフとソニイは脱獄するが、ソニイは追跡者の襲撃により負傷する。
配下の一人のもとに身を寄せたソニイは、ジェフに「紫団」専属の医師・ドクトルを呼ばせた。
帰り道、二人はテレサという美女と出会う。テレサがソニイの妹であると判明したことから、彼女も逃走に同行した。やがて、テレサとジェフは恋に落ちるようになった。
ソニイが復帰を考える中、ジェフは本部に連絡し、「紫団」の一斉逮捕の計画を練っていた。だが、ジェフはソニイとテレサのケンカにかかわったがために、ソニイから追い出される。
その結果、一斉逮捕計画は水の泡となり、ジェフは司法省を解雇される。
その後、ジェフはドクトルを言いくるめて、「紫団」のアジトであるカフェへの潜入に成功し、「紫団」の一斉逮捕につなげることができたが、ソニイの逃亡を許してしまった。しかも、ソニイは整形手術を受け、指紋をつぶしたため、捜査は難航するばかりであった。
捜査本部はテレサの名を出して新聞広告を出す作戦に出、彼を妹のいる劇場まで呼び寄せた。
そして、ジェフは傷を負いつつも、ソニイを殺すことができた。
テレサは兄を失うも、その仇敵であるジェフからの愛の告白を受け入れた。